# Discografia di Sara Bareilles
La discografia di Sara Bareilles, cantautrice statunitense, comprende sei album in studio, tre album dal vivo, cinque EP e 29 singoli, di cui nove in collaborazione con altri artisti.

## Album

### Album in studio
| Anno | Titolo | Posizione massima | Posizione massima | Posizione massima | Posizione massima | Posizione massima | Posizione massima | Posizione massima | Posizione massima | Posizione massima | Posizione massima | Certificazioni               |
| Anno | Titolo | US                | AUS               | CAN               | FRA               | GER               | IRE               | NLD               | NZ                | SWI               | UK                | Certificazioni               |
| ---- | --- | ----------------- | ----------------- | ----------------- | ----------------- | ----------------- | ----------------- | ----------------- | ----------------- | ----------------- | ----------------- | ---------------------------- |
| 2004 | Careful Confessions - Pubblicato: 20 gennaio 2004 - Etichetta: Tiny Bear - Formati: CD                                                                 | —                 | —                 | —                 | —                 | —                 | —                 | —                 | —                 | —                 | —                 |                              |
| 2007 | Little Voice - Pubblicato: 3 luglio 2007 - Etichetta: Epic Records - Formati: CD, LP, download digitale                                                | 7                 | 49                | —                 | 87                | 52                | 36                | 31                | 26                | 34                | 9                 | - USA: Platino - UK: Argento |
| 2010 | Kaleidoscope Heart - Pubblicato: 7 settembre 2010 - Etichetta: Epic Records - Formati: CD, LP, download digitale                                       | 1                 | —                 | 13                | —                 | —                 | —                 | —                 | —                 | 97                | 138               | - USA: Oro                   |
| 2013 | The Blessed Unrest - Pubblicato: 16 luglio 2013 - Etichetta: LaFace Records - Formati: CD, LP, download digitale                                       | 2                 | 73                | 7                 | —                 | —                 | —                 | —                 | —                 | 55                | —                 |                              |
| 2015 | What's Inside: Songs from Waitress - Pubblicato: 6 novembre 2015 - Etichetta: Epic Records - Formati: CD, LP, download digitale, streaming             | 10                | 90                | 63                | —                 | —                 | —                 | —                 | —                 | —                 | —                 |                              |
| 2019 | Amidst the Chaos - Pubblicato: 5 aprile 2019 - Etichetta: Epic Records - Formati: CD, LP, download digitale, streaming                                 | 6                 | 25                | 35                | —                 | —                 | —                 | —                 | —                 | —                 | 82                |                              |
| 2020 | More Love: Songs from Little Voice Season One - Pubblicato: 5 settembre 2020 - Etichetta: Epic Records - Formati: CD, LP, download digitale, streaming | —                 | —                 | —                 | —                 | —                 | —                 | —                 | —                 | —                 | —                 |                              |

### Album dal vivo
| Anno | Titolo | Posizione massima |  |
| Anno | Titolo | US                |  |
| ---- | --- | ----------------- |  |
| 2008 | Between the Lines: Sara Bareilles Live at the Fillmore - Pubblicato: 28 ottobre 2008 - Etichetta: Epic Records - Formati: CD, DVD | —                 |  |
| 2011 | iTunes Live from SoHo - Pubblicato: 8 febbraio 2011 - Etichetta: Epic Records - Formati: download digitale                        | 107               |  |
| 2013 | Brave Enough: Live at the Variety Playhouse - Pubblicato: 22 ottobre 2013 - Etichetta: Epic Records - Formati: CD, DVD            | 66                |  |

## Extended play
| Anno | Titolo | Posizione massima | Posizione massima |
| Anno | Titolo | US                | CAN               |
| ---- | --- | ----------------- | ----------------- |
| 2007 | Live Session - Pubblicato: 27 novembre 2007 - Etichetta: Epic Records - Formati: download digitale                                                                                    | —                 | —                 |
| 2008 | Unplugged on VH1 - Pubblicato: 29 gennaio 2008 - Etichetta: Epic Records - Formati: download digitale                                                                                 | —                 | —                 |
| 2009 | Live from the Gravity Tour - Pubblicato: 27 novembre 2009 - Etichetta: Epic Records - Formati: download digitale                                                                      | —                 | —                 |
| 2010 | Kaleidoscope EP - Pubblicato: 7 settembre 2010 - Etichetta: Epic Records - Formati: download digitale                                                                                 | —                 | —                 |
| 2012 | Once Upon Another Time - Pubblicato: 22 maggio 2012 - Etichetta: Epic Records - Formati: CD, download digitale                                                                        | 8                 | 33                |
| 2019 | What's Not Inside: The Lost Songs from Waitress (Outtakes and Demos Recorded for the Broadway Musical) - Pubblicato: 16 agosto 2019 - Etichetta: 90 Live - Formati: download digitale | —                 | —                 |

## Singoli

### Come artista principale
| 2007                                                                                          | Love Song           | 4   | 4  | 1  | 13 | 5  | 5  | 7  | 16 | 4  | Little Voice                                  |
| 2008                                                                                          | Bottle It Up        | 102 | —  | —  | —  | —  | —  | —  | —  | —  | Little Voice                                  |
| 2008                                                                                          | Gravity             | —   | —  | —  | —  | —  | —  | —  | —  | —  | Little Voice                                  |
| 2010                                                                                          | King of Anything    | 32  | 91 | 94 | 80 | 52 | 80 | 38 | 84 | 92 | Kaleidoscope Heart                            |
| 2011                                                                                          | Uncharted           | 118 | —  | —  | —  | —  | —  | —  | —  | —  | Kaleidoscope Heart                            |
| 2011                                                                                          | Gonna Get Over You  | —   | —  | —  | —  | —  | —  | —  | —  | —  | Kaleidoscope Heart                            |
| 2012                                                                                          | Stay                | —   | —  | —  | —  | —  | —  | —  | —  | —  | Once Upon Another Time                        |
| 2013                                                                                          | Brave               | 23  | 3  | 58 | 22 | 11 | 35 | 4  | 69 | 48 | The Blessed Unrest                            |
| 2014                                                                                          | I Choose You        | 81  | —  | —  | —  | —  | —  | —  | —  | —  | The Blessed Unrest                            |
| 2014                                                                                          | 1000 Times          | —   | —  | —  | —  | —  | —  | —  | —  | —  | The Blessed Unrest                            |
| 2015                                                                                          | She Used to Be Mine | —   | —  | —  | —  | —  | —  | —  | —  | —  | What's Inside: Songs from Waitress            |
| 2018                                                                                          | Armor               | —   | —  | —  | —  | —  | —  | —  | —  | —  | Amidst the Chaos                              |
| 2019                                                                                          | Fire                | —   | —  | —  | —  | —  | —  | —  | —  | —  | Amidst the Chaos                              |
| 2019                                                                                          | Shiny               | —   | —  | —  | —  | —  | —  | —  | —  | —  | Amidst the Chaos                              |
| 2020                                                                                          | Little Voice        | —   | —  | —  | —  | —  | —  | —  | —  | —  | More Love: Songs from Little Voice Season One |
| "—" indica che l'opera non si è classificata o che non è stata pubblicata in quel territorio. |                     |     |    |    |    |    |    |    |    |    |                                               |

### Come artista ospite
| 2008                                                                                          | Winter Song (Ingrid Michaelson feat. Sara Bareilles)           | 118 | 97 | 2 | The Hotel Café Presents Winter Songs |
| 2008                                                                                          | Barcelona (Jay Nash feat. Sara Bareilles)                      | —   | —  | — | The Things You Think You Need        |
| 2009                                                                                          | Come Home (OneRepublic feat. Sara Bareilles)                   | 80  | —  | — | Dreaming Out Loud                    |
| 2012                                                                                          | Summer Is Over (Jon McLaughlin feat. Sara Bareilles)           | —   | —  | — | Promising Promises                   |
| 2012                                                                                          | Come Back Down (Greg Laswell feat. Sara Bareilles)             | —   | —  | — | Landline                             |
| 2013                                                                                          | I Want You Back (Straight No Chaser feat. Sara Bareilles)      | —   | —  | — | Under the Influence                  |
| 2014                                                                                          | Baby, It's Cold Outside (Seth MacFarlane feat. Sara Bareilles) | —   | —  | — | Holiday for Swing                    |
| 2016                                                                                          | Christmas Tree (Zac Brown Band feat. Sara Bareilles)           | —   | —  | — | N.D.                                 |
| 2017                                                                                          | Miss America (Ingrid Michaelson feat. Sara Bareilles)          | —   | —  | — | Alter Egos                           |
| "—" indica che l'opera non si è classificata o che non è stata pubblicata in quel territorio. |                                                                |     |    |   |                                      |